# Javastjärtmes
Javastjärtmes (Aegithalos exilis) är en av världens minsta tättingar i familjen stjärtmesar. Den förekommer endast på öarna Java och Bali i Indonesien. Trots det begränsade utbredningsområdet och det faktum att den tros minska i antal anses beståndet ändå vara livskraftigt.

## Utseende

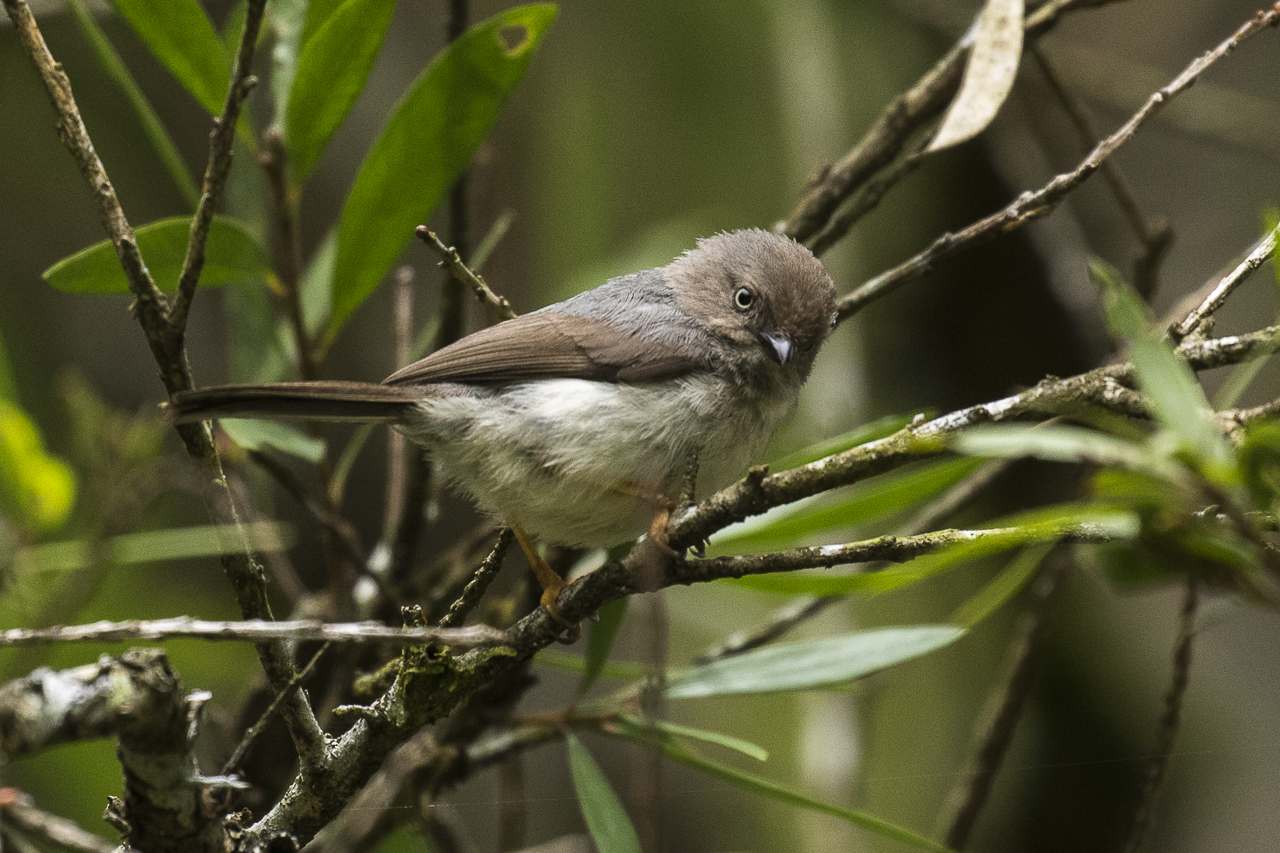

Javastjärtmesen är en mycket liten fågel med en kroppslängd på endast 8,5–8,7 cm. Den har liksom andra stjärtmesar lång stjärt och kort och knubbig näbb. Fjäderdräkten är färglös: gråbrunt på huvudet med kanelbrun ton i pannan, mellangrå med brun anstrykning på ovansidan, grå övergump och gråbrun stjärt. Hakan och strupen är ljusgrå, nedertill kantad av ett ljust skärbeigefärgat fält. På bröstsidorna, övre delen av flankerna och i ett band över bröstet är den gråbrun, medan resten av undersidan är mycket blekt skärbeige. Ögat är gulvitt till vitaktigt, ibland dock (möjligen ålderrelaterat) brunt eller grått. Benen är gula. Könen är lika.

## Läte
Bland lätena hörs tunna men genomträngande ljusa "tsi-tsi-tsi-si-sisi" som stiger och faller i styrka. Även fylligare avklippta "chut" hörs, liksom plötsliga skallrande "trrrt".

## Utbredning och systematik
Javastjärtmesen är endemisk för Java och Bali i Indonesien där den är stannfågel. Den behandlas som monotypisk, det vill säga att den inte delas in i några underarter.

### Släktestillhörighet
Javastjärtmesen placeras traditionellt som enda art i släktet Psaltria. DNA-studier visar dock att den är en del av Aegithalos.

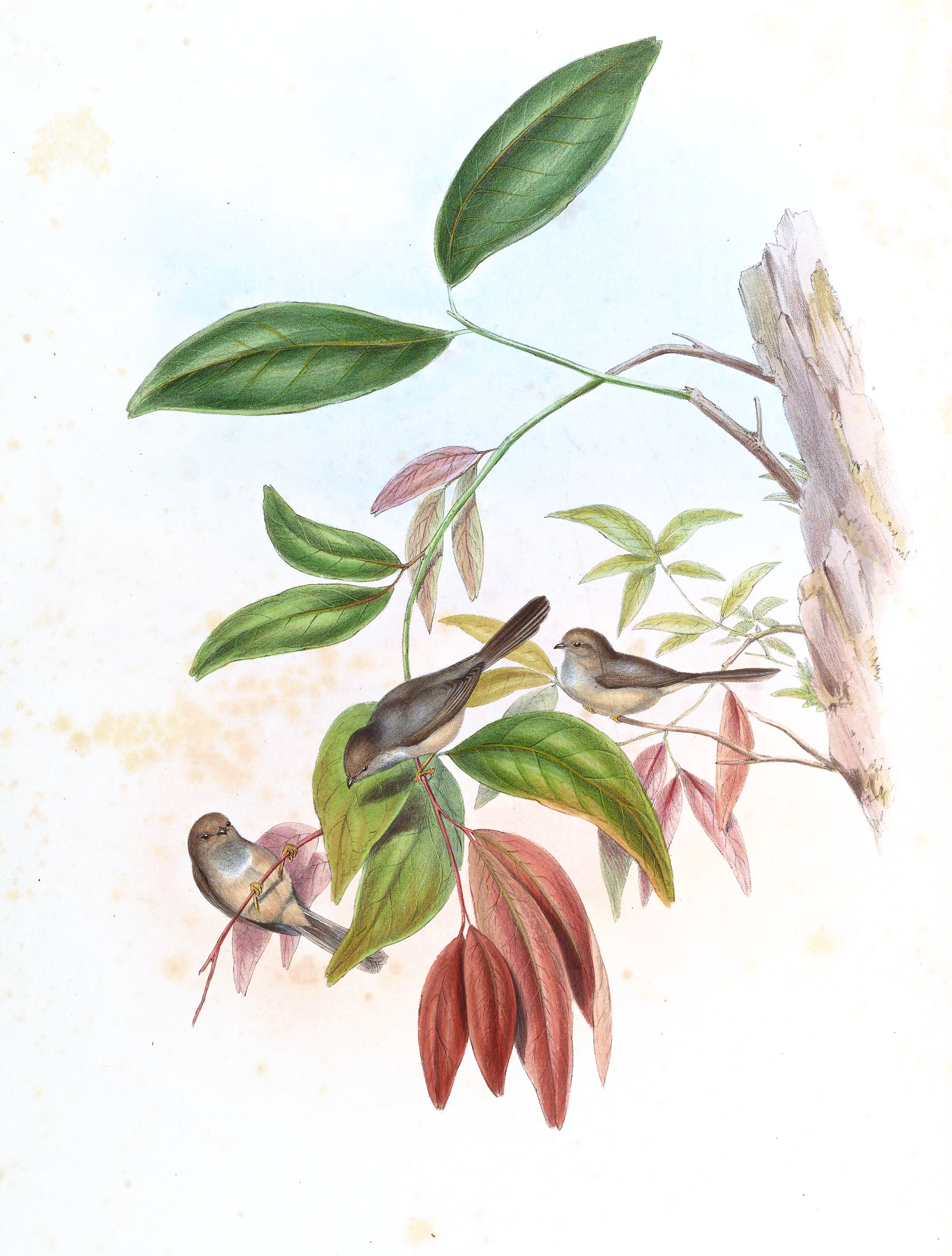
Javastjärtmesen illustrerad av John Gould.

## Levnadssätt
Javastjärmtmesen hittas i bergsbelägna skogar och plantage ovan 1000 meters höjd, ibland ner till 830 meter. Den frekventerar barrträd och andra öppna träd och ses ofta i skogsbryn. Liksom andra stjärtmesar är den mycket aktiv och rör sig i små flockar på jakt efter insekter och små spindlar.

### Häckning
Arten häckar mars–maj och augusti–november. Boet är en pung vävd av löv och gräs och med ett litet ingångshål nära toppen. Det hängs i ett träd på mellan tre och åtta meters höjd, dolt i vegetationen. Däri lägger den två till tre vita ägg med små röda fläckar.

## Status och hot
Arten har ett relativt litet utbredningsområd och tros minska i antal till följd av habitatförstörelse, dock inte tillräckligt kraftigt för att den ska betraktas som hotad. Internationella naturvårdsunionen IUCN listar därför arten som livskraftig (LC). Beståndet har inte uppskattats, men den beskrivs som lokalt vanlig.

## Namn
Javastjärtmesens vetenskapliga artnamn exilis betyder just "liten" eller "slank". På svenska har den tidigare kallats dvärgmes eller javames, men trivialnamnet har justerats av BirdLife Sverige för att bättre återspegla artens släktskap.